# Just a Friend
〈Just a Friend〉(저스트 어 프렌드)는 미국의 싱어송라이터 비즈 마키의 싱글로, 1989년 9월 26일에 콜드 칠린 레코드에서 발매되었다.